# Polis

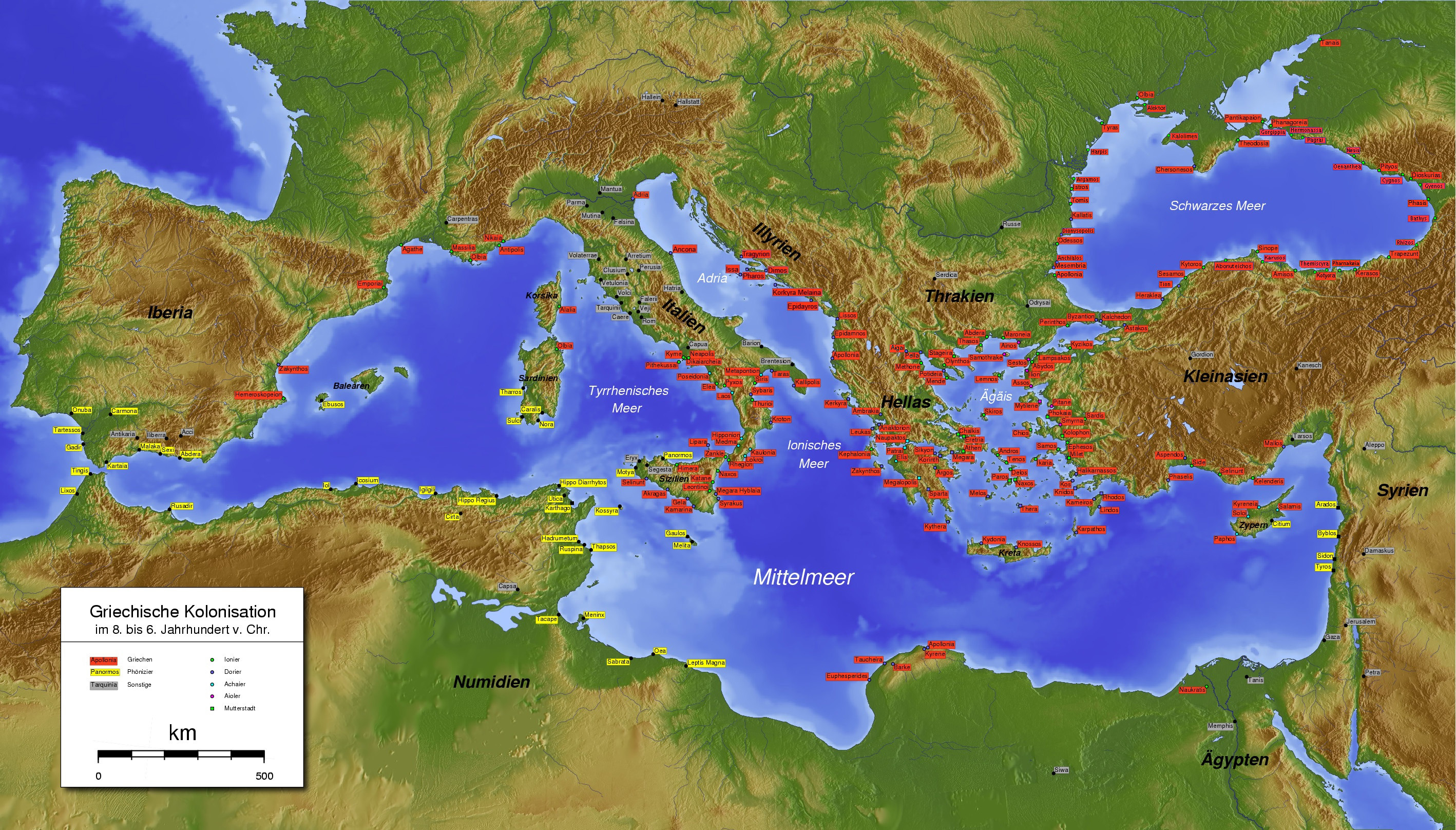
Orașe-stat în Grecia Antică.

Polis (în greacă πόλις, la plural πόλεις, poleis) este denumirea orașului-stat în Grecia antică.
Cele mai multe orașe-stat au fost înființate între secolele IX - VI î.Hr. În perioada de maximă înflorire, din secolul al IV-lea î.Hr., erau aproximativ o mie de orașe-state, în Grecia, în partea de sud a Peninsulei Italice (numită Marea Grecie, lat. Magna Graecia), pe litoralul mediteranean al Asiei Mici și pe litoralul Mării Negre (de exemplu Histria, Tomis,  Callatis). 
Ele au reprezentat o cultură și civilizație complexă și evoluată, până la cucerirea lor de imperiile vecine (persan, macedonean și roman).

## Locuitorii

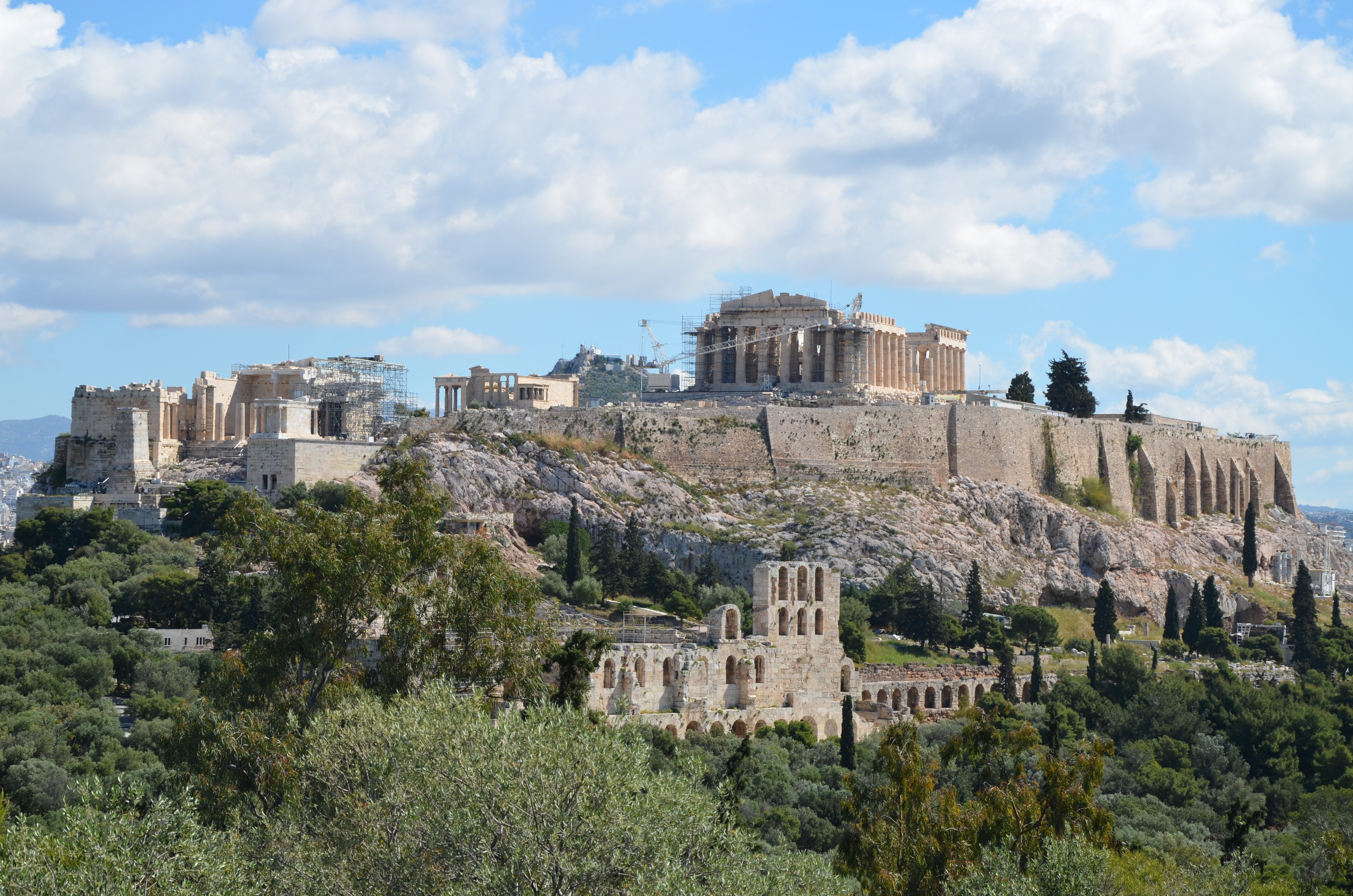
Acropola din Atena (din gr. akron- „cel mai înalt” și -polis), văzută dinspre sud-est, era centrul vieții religioase. În prim-plan și ascuns parțial de copaci, este teatrul Odeon, construit în perioada romană. În centru-sus este Partenonul, templul dedicat zeiței Atena. În centru-stânga este poarta de intrare cu un templu mic, dedicat zeiței Atena după victoria împotriva perșilor. Un alt templu dedicat Atenei, numit Erechtheion, este la stânga de Partenon.

Cetățeanul era locuitorul cu drepturi cetățenești. Orașul-stat era echivalent cu comunitatea cetățenilor și cu constituția lor. Fiecare oraș-stat avea regulile lui despre acordarea statutului de cetățean, un statut de obicei primit la naștere. 
Cel mai multe detalii sunt cunoscute despre orașul-stat Atena, unde erau 30,000 de cetățeni (sau 120,000 de locuitori incluzând femeile și copiii). Ambii părinți trebuiau sa fie cetățeni la Atena (numai tatăl în orașe-stat care duceau lipsă de cetățeni). Drepturile cetățenești erau acordate de la 20 de ani, după un serviciu militar de 2 ani în Atena, de la 30 de ani, după un serviciu militar de 4 ani în Sparta. Cetățenii atenieni erau împărțiți în zece „triburi” (gr. phylai) și aproximativ 150 de „deme”, unde se ținea evidența cetățenilor. Cetățenia se acorda foarte greu altcuiva și doar pentru merite deosebite aduse orașului-stat. 
Străinul rezident era omul liber care locuia permanent în orașul-stat.  El nu avea drepturi cetățenești. Era numit metec (gr. metoikos) în Atena și periec în Sparta. Ca și pentru cetățeni, regulile pentru străinii rezidenți erau diferite în diferite orașe-stat. 
Metecii nu puteau deține case sau pământ în Atena. Se ocupau cu meșteșuguri ca olăritul, fabricând vase de toate formele și mărimile, cu fabricarea obiectelor din bronz (armuri sau alte obiecte utile), comerțul. La Atena erau în număr de aproximativ 20.000 (sau 80.000, cu femeile și copiii). 
Sclavul era un om înrobit din diferite motive: s-a născut din părinți sclavi, a fost capturat pe câmpul de luptă, a fost vândut ca sclav, s-a înrobit singur pentru a supraviețui, etc. Prețul unui sclav era aproximativ venitul anual al unui muncitor bun. Sclavii erau de obicei cei mai numeroși locuitori. 
La Atena erau 300.000 de sclavi, cu femei și copii. Erau „sclavi publici”, aparținând orașului-stat, care lucrau în administrația publică, erau salariați și puteau locui oriunde în oraș. Alții trăiau în condiții deosebit de grele, muncind la minele de argint. Sparta avea iloți iobagi, care locuiau în afara orașului și se ocupau cu agricultura. 
Femeile nu puteau de obicei să iasă din casă neînsoțite în Atena. Ele se ocupau cu treburile gospodăriei și coordonau munca sclavelor în casă (sclavele făceau cumpărăturile la piață). În Sparta femeile erau mai libere. 
Copiii mergeau la școala primară, care la Atena era amenajată într-o locuință particulară, unde învățau să scrie și să citească, matematica (să adune și să scadă și alte operații simple, dar nu geometrie), muzica și desenul. Toți cetățenii atenieni puteau să scrie și să citească. Educația fizică se făcea separat, în săli de sport numite „gimnazii”. În contrast, la Sparta, educația era publică, toți copiii fiind în grija orașului-stat de la vârsta de șapte ani.

## Viața economică, socială, culturală și spirituală

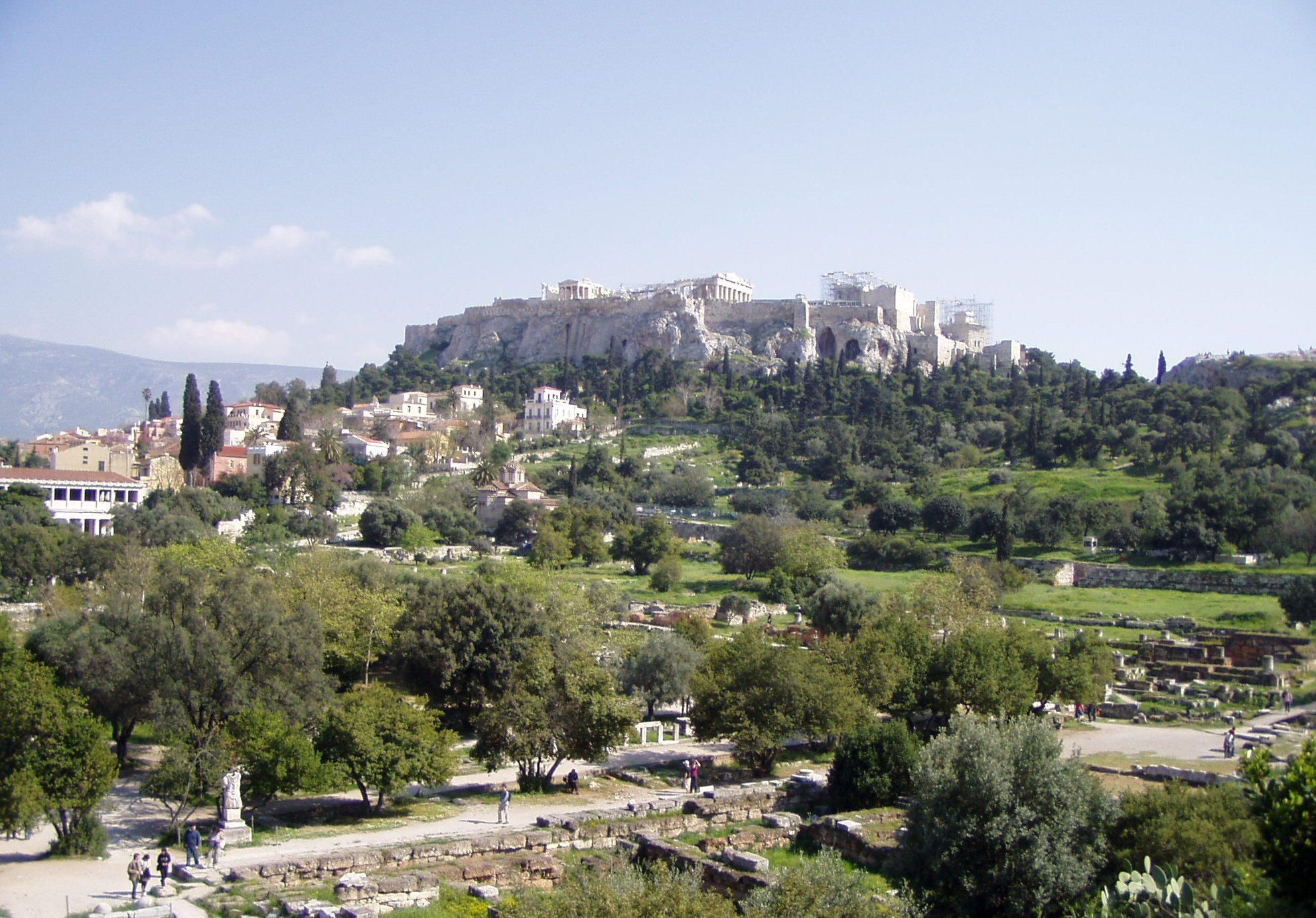
La Atena, agora antică era în partea de nord-vest a Acropolei, în terenul deschis din prim-plan, unde s-au păstrat acum doar fundațiile mai multor clădiri. Colonada reconstituită de la stoa se vede în stânga.

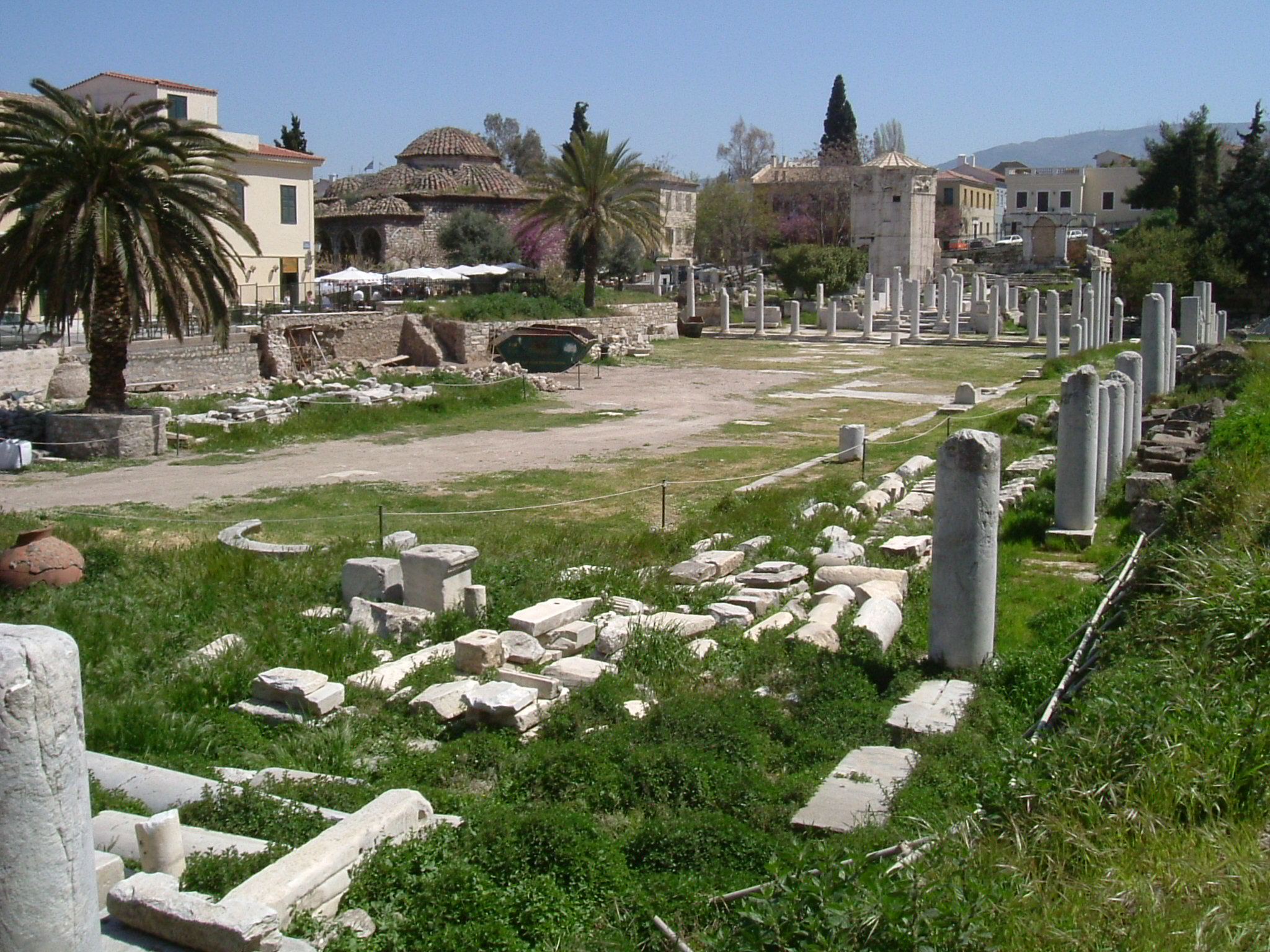
O nouă agoră a fost construită separat de cea antică în perioada romană.

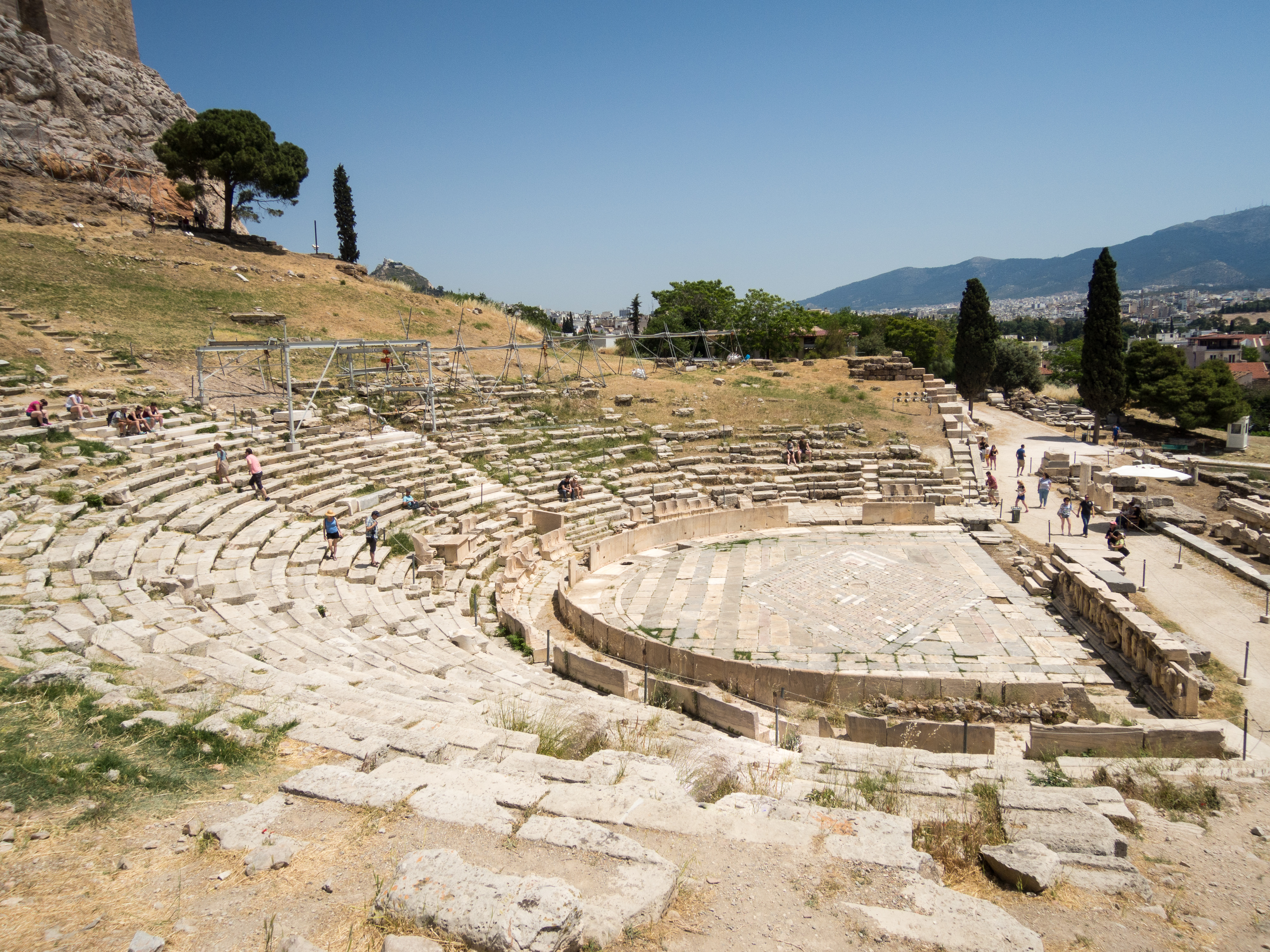
Teatrul lui Dionis la Atena, este la sud de Acropolă (în stânga). Aici se jucau piesele serbărilor dionisiace. „Fotoliile” de piatră în partea centrală sunt rezervate cetățenilor importanți. Între ei era și un preot al zeului Dionis, zeul patron al teatrelor.

Orașul-stat era centrul vieții religioase, economice, sociale și culturale.
Cetățenii erau uniți de venerația acelorași zei principali, care erau diferiți în diferite orașe-stat. La Atena, zeița era desigur Atena. Templele pe Acropolă erau dedicate lui Atena. Un festival (gr. panegyreis) întotdeauna patronat de o divinitate, se organiza la mijlocul fiecărei luni, de obicei cu 3 zile libere .
Agora antică era piața de produse agricole și meșteșugărești și centrul vieții economice și sociale. De obicei în orașele-stat lângă agoră era construită și o clădire cu un spatiu deschis lung, cu coloane numită Stoa, un fel de arcadă în antichitate.
Teatrul (gr. theatron) era centrul vieții culturale. La Atena, se produceau numeroase piese de teatru cu ocazia festivalului serbărilor  dionisiace din fiecare martie. O zi era rezervată pentru comedii (cu 3-5 piese), urmată de trei zile cu câte trei tragedii și o dramă în fiecare zi. Un juriu de zece oameni alegea pe câștigător. Multe din piesele lui Eschil, Sofocle, Euripide, Aristofan și alții au fost produse pentru prima dată pentru competițiile teatrale organizate cu ocazia acestui festival. 

## Constituția orașului-stat

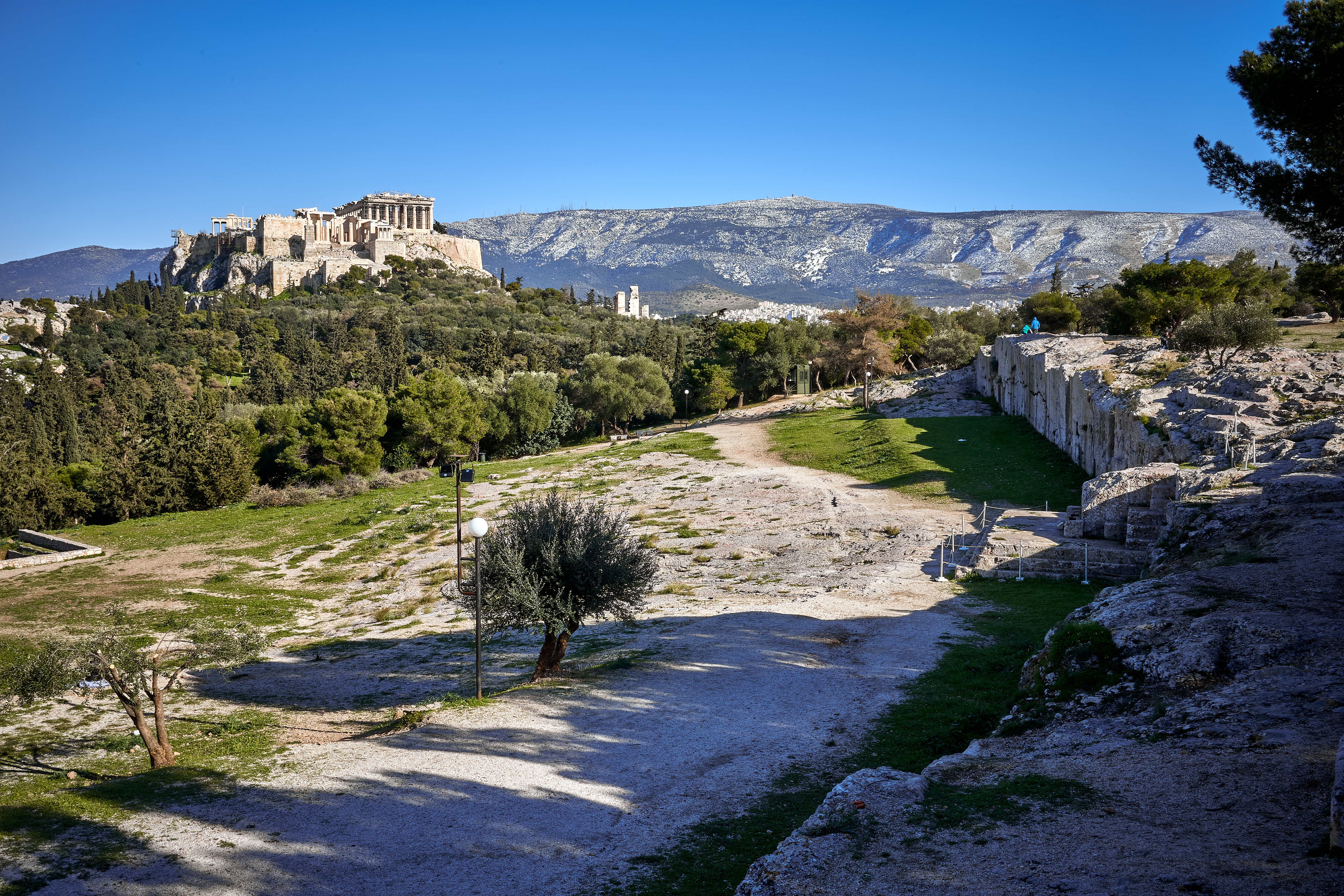
Locul pe dealul Pynx lângă Acropolă, unde aveau Adunările Generale la Atena în timpul democrației ateniene. În centru-dreapta se vede podiumul de piatră de unde vorbitorii se adresau mulțimii.

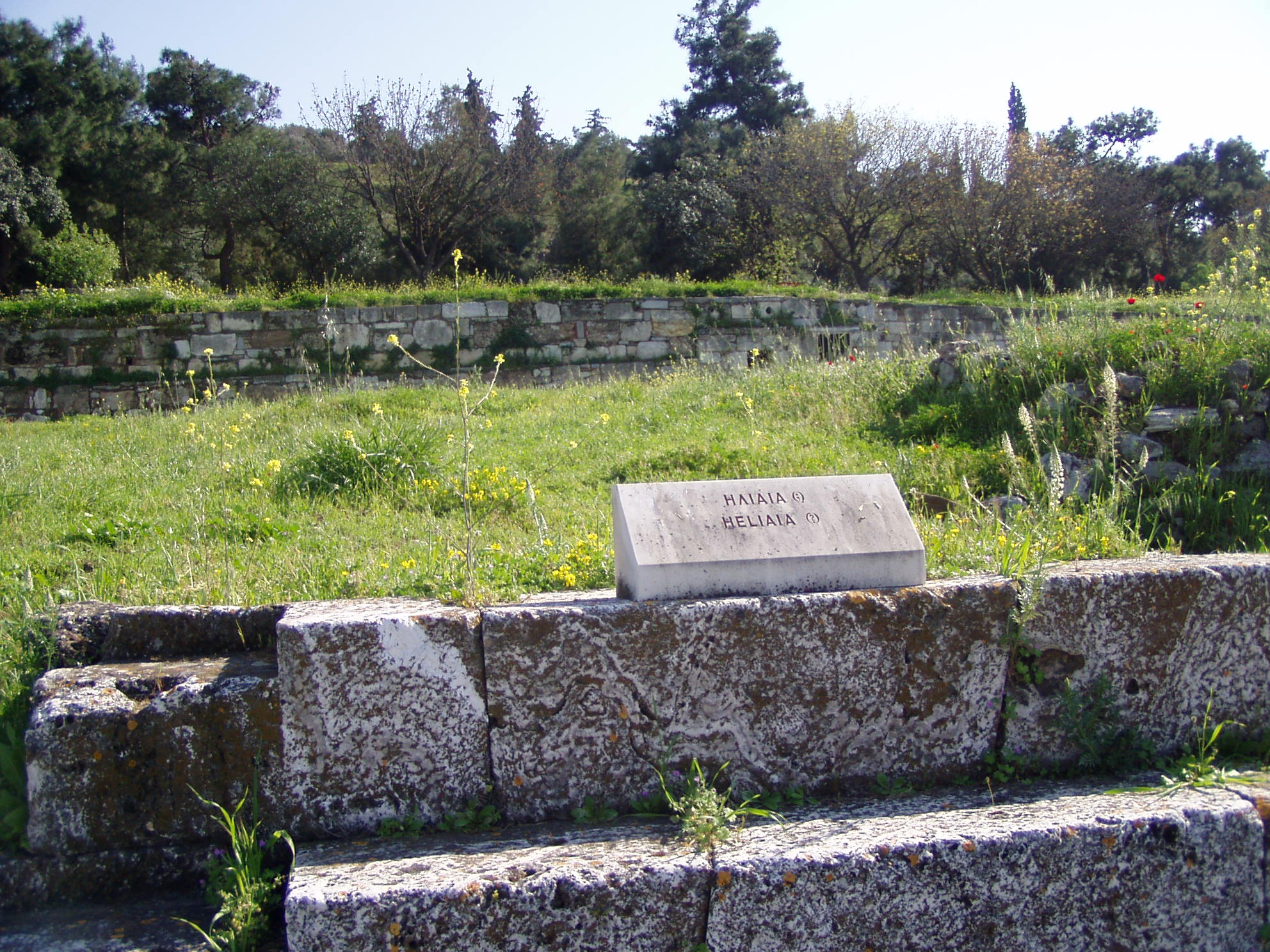
Locul unde aveau loc judecățile era parte din Agora antică.

Cetățenii orașului-stat considerau de datoria lor participarea la viața politică. Orașele-stat din Grecia antică erau independente și fiecare se guverna după propria constituție. 
Constituțiile puteau fi de mai multe feluri:
- Regalitatea avea un rege care urmărea interesul tuturor. El putea fi comandant militar și judecător suprem, dar nu pretindea că este fiu de zeu, cum făceau regii monarhiilor absolute din Orientul Antic.
- Tirania exista atunci când orașul-stat era condus de un om care își urmărea interesul propriu, având de obicei ca aliați pe oamenii săraci.
- Aristocrația apărea atunci când orașul-stat era condus de un număr mai mare de oameni care luau decizii în interesul tuturor [4].
- Oligarhia era constituția orașelor-stat conduse de oamenii bogați care luau decizii în interesul celor bogați.
- Democrația (din gr. demos = popor și kratia = putere) era constituția în care toți cetățenii erau egali în drepturi. În democrația antică decizille erau luate în favoarea majorității, adică a celor săraci.
- Republica era constituția în care toți cetățenii erau egali în drepturi, cu deciziile luate în interesul tuturor.

De exemplu, constituția ateniană între 510 î.Hr. (după alungarea tiranului Hippias) și 338 î.Hr. (cucerirea de către macedonieni) a fost o democrație, cu două scurte întreruperi în 411 î.Hr. și 404-403 î.Hr. 
Cetățenii atenieni participau direct la deliberarea legilor orașului-stat în Adunarea Generală (gr. ecclesia) care avea programul stabilit cu câteva zile înainte.
Judecata era făcută de o adunare de jurați (de obicei 501 la Atena), numita Heliaia. Un consiliu, „Al Celor 500” avea atribuții executive, supraveghea diferite instituții administrative necesare bunei-functionări a orașului-stat, și pregătea agenda Adunării Generale.